# Solent Thrashers 2016
Questa voce raccoglie le informazioni riguardanti i Solent Thrashers nelle competizioni ufficiali della stagione 2016.

## BAFA NL Division One 2016

### Stagione regolare
| 24 aprile 2016 3ª giornata | Bury Saints | 19 – 6 | Solent Thrashers |  |

| 1º maggio 2016 4ª giornata | Solent Thrashers | 43 – 6 | Hertfordshire Cheetahs |  |

| 8 maggio 2016 5ª giornata | Sussex Thunder | 19 – 14 | Solent Thrashers |  |

| 15 maggio 2016 6ª giornata | Solent Thrashers | 49 – 27 | Colchester Gladiators |  |

| 12 giugno 2016 9ª giornata | Solent Thrashers | 27 – 48 | Bury Saints |  |

| 19 giugno 2016 10ª giornata | Hertfordshire Cheetahs | 12 – 20 | Solent Thrashers |  |

| 3 luglio 2016 12ª giornata | Colchester Gladiators | 0 – 39 | Solent Thrashers |  |

| 10 luglio 2016 13ª giornata | Kent Exiles | 39 – 24 | Solent Thrashers |  |

| 17 luglio 2016 14ª giornata | Solent Thrashers | 29 – 20 | Sussex Thunder |  |

| 31 luglio 2016 15ª giornata | Solent Thrashers | 36 – 45 | Kent Exiles |  |

## Statistiche di squadra
| Competizione      | %Vittorie | In casa | In casa | In casa | In casa | In casa | In casa | In trasferta | In trasferta | In trasferta | In trasferta | In trasferta | In trasferta | Totale | Totale | Totale | Totale | Totale | Totale |
| Competizione      | %Vittorie | G       | V       | N       | P       | Pf      | Ps      | G            | V            | N            | P            | Pf           | Ps           | G      | V      | N      | P      | Pf     | Ps     |
| ----------------- | --------- | ------- | ------- | ------- | ------- | ------- | ------- | ------------ | ------------ | ------------ | ------------ | ------------ | ------------ | ------ | ------ | ------ | ------ | ------ | ------ |
| Stagione regolare | .500      | 5       | 3       | 0       | 2       | 184     | 146     | 5            | 2            | 0            | 3            | 103          | 89           | 10     | 5      | 0      | 5      | 287    | 235    |
| Totale            | .500      | 5       | 3       | 0       | 2       | 184     | 146     | 5            | 2            | 0            | 3            | 103          | 89           | 10     | 5      | 0      | 5      | 287    | 235    |